# Pediobius retis
Pediobius retis är en stekelart som beskrevs av Boucek 1977. Pediobius retis ingår i släktet Pediobius och familjen finglanssteklar.
Artens utbredningsområde är Elfenbenskusten. Inga underarter finns listade i Catalogue of Life.